# Elisabeth Margareta Hamann
Elisabeth Margareta Hamann (* 18. Dezember 1853 in Wangels-Hansühn, Holstein; † 21. Mai 1931 in Scheinfeld, Franken), zweiter Vorname oft auch Margarethe oder Margarete geschrieben, Pseudonyme E. M. Harms und Justus Benevolus, war eine deutsche Publizistin der katholischen Frauenbewegung, Schriftstellerin und Literaturhistorikerin.

## Leben
In Wangels geboren, verlor sie früh ihre Eltern und wurde in Neustadt (Holstein) erzogen. Sie wurde fast ausschließlich von Privatlehrern unterrichtet. Mit dem Ziel, Lehrerin zu werden, besuchte sie ein privates Lehrerseminar und legte das Examen für höhere Töchterschulen ab. Sie war mehrere Jahre als Erzieherin in Dithmarschen beschäftigt, bevor sie für mehrere Jahre als Erzieherin einer Familie in einem Adelssitz in der englischen Grafschaft Kent tätig war. Sie gab die Stellung aus gesundheitlichen Gründen auf. Sie litt an Herzbeschwerden und suchte ein mildes Klima. Ein halbes Jahr verbrachte sie in Davos (Schweiz), dann zog sie nach Bamberg. Dort erteilte sie Privatunterricht für Erwachsene in Sprachen, Literatur- und Kunstgeschichte. Anfang der 1890er Jahre siedelte sie nach Gößweinstein (Fränkische Schweiz) über. Dort begann sie 1894 ihre publizistische und schriftstellerische Tätigkeit. Ab 1909 bis zu ihrem Tod lebte sie in Scheinfeld (Mittelfranken).
Hamann war evangelisch-lutherisch getauft, trat aber 1893 im Kloster Beuron zur katholischen Kirche über. Sie engagierte sich jahrzehntelang in der katholischen Frauenbewegung und veröffentlichte ihre literarischen und literaturhistorischen Werke bevorzugt in katholischen Verlagen.
Hamann setzte das bibliographische und historisch-lexikalische Werk des katholischen Theologen und Literaturhistorikers Gustav Brugier (1829–1903) fort. Ab 1895 bearbeitete und ergänzte in seiner Nachfolge bei Herder den Abriss der Geschichte der deutschen National-Literatur (später einfach: Geschichte der Deutschen Literatur), der in vielen Auflagen erschien und an Schulen und Hochschulen verwendet wurde.
Von 1898 bis 1900 war sie Herausgeberin und Redakteurin des Familien-Almanach, in dem Schriftstellerinnen publizierten. Ab 1899 gab sie mit der Regensburger Schriftstellerin Therese Keiter die illustrierte Wochenzeitschrift Haus und Welt – Illustrierte Zeitschrift für die deutschen Frauen im Verlag A. Wulff in Dortmund un Leipzig heraus. Von 1902 bis Januar 1905 redigierte sie die Zeitschrift Die Christliche Frau. Zeitschrift für höhere weibliche Bildung und christliche Frauenthätigkeit in Familie und Gesellschaft, die vom Vorstand des Caritasverbands in Freiburg herausgegeben wurde.
Sie publizierte als Essayistin, Biographin und Rezensentin. Sie schrieb Besprechungen für Literaturzeitschriften wie Allgemeine Rundschau, Die Warte – Monatsschrift für Literatur und Kunst, Der Gral – katholische Monatsschrift für Dichtung, Literarische Warte – Monatsschrift für schöne Literatur, die Wissenschaftliche Beilage zur katholischen Tageszeitung Germania, Die Wahrheit, Kölnische Volkszeitung, Deutscher Hausschatz und Historisch-politische Blätter für das katholische Deutschland-
Als Biographin interessierte sie sich besonders für weibliche Schriftstellerinnen. Zu ihren bedeutenden Porträts gehört die 1899 veröffentlichte Monographie M. Herbert – eine Dichterstudie über die Autorin Therese Keiter, mit der sie zeitgleich die Zeitschrift Haus und Welt herausgab.

## Werke (Auswahl)
- Aus Marfas Jugendzeit. Erzählung. Bibliothek für junge Mädchen. A. Riffarth Verlagsbuchhandlung, Mönchen Gladbach 1897 / F. X. Buchersche Verlagsbuchhandlung, Würzburg 1897 (142 Seiten).
- M. Herbert. Eine Dichterstudie. Joseph Roth’sche Verlagsbuchhandlung, Stuttgart / Wien 1899 (112 Seiten).
- Erhebet Euch!: Ein Wort an Mann und Frau über die Frau. Abt: München 1899 (125 Seiten).
- Anna Maria Freiin von Oer: eine Künstlerstudie. Verlag der Pallottiner-Kongregation, Limburg an der Lahn 1899.
- Katholische Kritik und Hyperkritik: auch eine Antwort auf „Veremundus“ von Justus Benevolus. Abt, München 1899.
- (Hrsg.). Familien-Almanach. Unter Mitwirkung hervorragender Schriftstellerinnen. Joseph Roth’sche Verlagsbuchhandlung: Stuttgart / Wien 1900 (290 Seiten).
- (Übers.). Johannes Jørgensen. Römische Heiligenbilder. (Petrus, Cäcilia, Agnes, Brigitta, Philipp Neri). Autorisierte Übersetzung aus dem Dänischen. Verlagsanstalt Benziger, Einsiedeln 1906.
- (Hrsg.). Gedichte von Ferdinande Freiin von Brackel. J. P. Bachem, Köln 1908 (220 Seiten).
- Karl Domanig. Studie.Verlag Alber, Ravensburg 1909 (Unsere Dichter, Band 2).
- Ferdinande Freiin von Brackel. Ein Gedenkblatt. J. P. Bachem, Köln 1910 (110 Seiten).
- Caroline Freiin von Raesfeldt. Eine Erinnerung. Privatdruck, Scheinfeld 1910.
- Friedenfinder. Erzählungen. Stein, Saarlouis 1911 (186 Seiten).
- Emilie Ringseis. Freiburg: Herder 1913 (227 Seiten).
- Abriss der Geschichte der deutschen Literatur. Zum Gebrauche an höheren Unterrichtsanstalten und zur Selbstbelehrung bearbeitet. Freiburg, Herder 1907, 1911, 1918 u. a. (ca. 320 Seiten).
- Angelika Kauffmann. Limburger Vereinsdruckerei, Limburg an der Lahn 1920.
- Armin Kausen. Ein Buch des Andenkens an seine Persönlichkeit, sein Leben und sein Wirken mit einem Bildnis. Verlag der Allgemeinen Rundschau, München 1928 (156 Seiten).
- Der Weg zum Bau [Autobiographischer Text. Mit einer Bibliographie der Veröffentlichungen von E.M. Hamann]. In: Maria Köchling (Hrsg.). Dichters Werden: Bekenntnisse unserer Schriftsteller. Herder, Freiburg 1919, S. 107–112.